# Herbert Wursthorn
Herbert Wursthorn (* 22. Juni 1957 in Würtingen) ist ein ehemaliger deutscher Leichtathlet.
Er gewann 1980 bei den Halleneuropameisterschaften in Sindelfingen im 800-Meter-Lauf mit 1:50,4 min Bronze. Ein Jahr später wurde er in Grenoble in 1:47,70 min Halleneuropameister. Bei den Deutschen Meisterschaften stand er meist im Schatten von Willi Wülbeck. Wursthorn wurde 1985 Zweiter im Freien und 1980 und 1986 Vizemeister in der Halle. Seine Bestleistung von 1:46,75 min stellte Wursthorn 1980 in Warschau auf.
Mit der Staffel des VfB Stuttgart wurde er von 1982 bis 1985 viermal Deutscher Meister über 4 × 800 Meter und in der Halle gewann er mit der Staffel 1981 und von 1983 bis 1985 ebenfalls vier Titel. 
Herbert Wursthorn arbeitet heute als Diplom-Psychologe am Olympiastützpunkt Stuttgart.